# ایستگاه متروی لاتیمر رود
ایستگاه متروی لاتیمر رود (انگلیسی: Latimer Road tube station) یکی از ایستگاه‌های خط همرسمیت و سیتی و خط سیرکل متروی لندن است.
این ایستگاه که در منطقه سلطنتی کنزینگتون و چلسی قرار دارد در سال ۱۸۶۸ میلادی تأسیس شده است.